# Stichting Radio en Televisie Oud-Beijerland
De Stichting Radio en Televisie Oud-Beijerland (SRTO) is een vereniging van vrijwilligers die tracht door middel van radio- en televisieprogramma's ontspanning te brengen bij de bewoners van Verpleeghuis "De Egmontshof" en Zorgcentrum "Sabina" te Oud-Beijerland.
De stichting tracht de doelstelling onder andere te verwezenlijken door het maken van opnamen van de diverse concerten in het dorp. Een voorbeeld hiervan is Raadhuis Klassiek op de laatste zaterdagvond in augustus.